# (5508) Gomyou
(5508) Gomyou est un astéroïde de la ceinture principale.

## Description
(5508) Gomyou est un astéroïde de la ceinture principale. Il fut découvert le 9 mars 1988 à Oohira par Oohira. Il présente une orbite caractérisée par un demi-grand axe de 2,85 UA, une excentricité de 0,22 et une inclinaison de 6,8° par rapport à l'écliptique.

## Compléments